# Cremona (stacja kolejowa)
Cremona (wł: Stazione di Cremona) – stacja kolejowa w Cremonie, w regionie Lombardia, we Włoszech. Została otwarta w 1863.
Budynek stacji jest dwupoziomowy i składa się centralnego budynku i dwóch bocznych skrzydeł. Na parterze znajdują się usługi dla turystów, takie jak kasy i poczekalnia, a piętro jest wykorzystywane przez Trenitalia.
Istnieją dwa perony oraz cztery krawędzi peronowe. Eksploatacji tych utworów są dwie platformy schronienie i połączone ze sobą poprzez dwa przejścia podziemne. Perony połączone są przejściem podziemnym.
Znajduje się tu również stacja towarowa oraz lokomotywownia.